# Данияров, Санжарбек Бакирович
Санжарбек Бакирович Данияров (20 февраля 1928, Молотовский — 3 декабря 2011) — советский и киргизский учёный — медик, организатор высшего медицинского образования в Киргизской ССР. Доктор медицинских наук, профессор, академик Национальной академии наук Кыргызской Республики, заслуженный деятель науки Кыргызской Республики, заслуженный врач СССР. Лауреат Государственной премии КР в области науки и техники (1996).

## Биография
Рано, в четырёхлетнем возрасте лишился отца, которого репрессировали.
Среднее образование получил в школе № 5 города Фрунзе.
В 1948 году окончил Киргизский государственный медицинский институт (КГМИ), с отличием. Сокурсником был академик РАМН Мирсаид Миррахимов.
Поступив в аспирантуру кафедры нормальной физиологии КГМИ, вскоре был направлен в Институт физиологии им. И. П. Павлова в Ленинграде, где продолжил обучение, под руководством профессора А. Д. Слонима.
В 1952 году защитил диссертацию на соискание учёной степени кандидата биологических наук.
Вернувшись во Фрунзе, начал преподавать в КГМИ, занимал ряд административных должностей, заместитель декана лечебного факультета, а с 1962 по 1971 год — проректор по учебно-воспитательной работе КГМИ.
В 1970 году защитил диссертацию на соискание учёной степени доктор медицинских наук.
В 1972 году присвоено звание профессор.
Ректор Киргизского государственного медицинского института (1971—1987).
В годы работы ректором, КГМИ стало одним из лучших ВУЗов по подготовке медицинских кадров не только в Центральной Азии, но и в СССР.
В 1989 году избран действительным членом АН Киргизской ССР.
Награждён орденом «Манас» III степени (2003)